# رنو ۲۵
رنو ۲۵ (Renault ۲۵) خودرویی است که در سال‌های ۱۹۸۳ تا ۱۹۹۲در فرانسه تولید شده‌است. طراحی آن خودروهای موتور جلو-محور جلو بوده است.